# Hok (Svezia)
Hok è un'area urbana della Svezia situata nel comune di Vaggeryd, contea di Jönköping.
La popolazione risultante dal censimento 2010 era di 637 abitanti.